# Muzeum železniční techniky v Novosibirsku
Muzeum železniční techniky Novosibirsku (rusky: Новосибирский музей железнодорожной техники) je železniční muzeum v Novosibirsku. Bylo otevřeno v roce 2000 v blízkosti nádraží Sejatel, na železniční trati Novosibirsk–Berdsk, a po Ústředním železničním muzeu v Petrohradu je druhým největším ruským muzeem zaměřeným na železniční dopravu.

## Historie

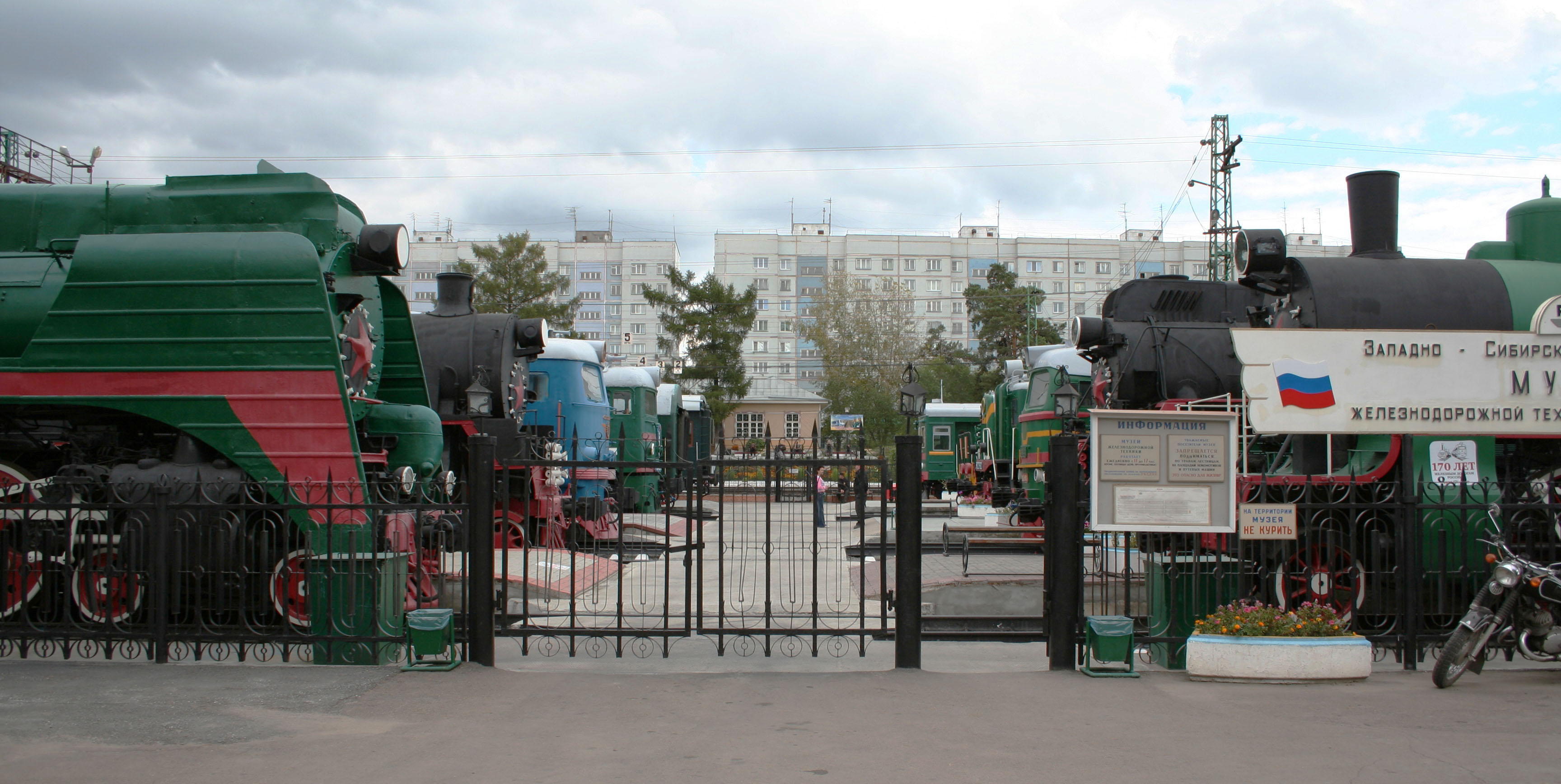
Vstup do muzea

Na založení muzea má hlavní zásluhu Nikolaj Akulinin a bývalí zaměstnanci železnice. Akulinin v letech 1946 až 1955 pracoval na severokavkazské železnici a poté od roku 1955 na různých železnicích na Sibiři. V roce 1984 odešel do důchodu a začal pracovat na založení Muzea železniční technologie v Novosibirsku. Trvalo roky, než se shromáždily příslušné exponáty na kruhové zkušební trase Všeruského institutu pro výzkum železnic, a až v roce 1998 schválil Západosibiřský železniční úřad výstavbu muzea. Práce trvaly do roku 2000 a muzeum bylo slavnostně otevřeno v listopadu. Od jara 1998 do otevření muzea bylo shromážděno šedesát tři exponátů. Otevřeno 4. srpna 2000 během oslav Dne železnice. Na rozdíl od žádosti Nikolaje Akulinina se vedení Západosibiřské železnice rozhodlo pojmenovat muzeum po něm. Byl také prvním muzejním ředitelem.
Muzeum představuje pod širým nebem sedmnáct parních lokomotiv, patnáct dieselových lokomotiv, dvanáct elektrických lokomotiv, železniční vozy a železniční zařízení z 19. a 20. století, hlavně ruské a sovětské produkce. Vystaveny jsou také lokomotivy z USA, Československa a Maďarska. Kromě toho má Novosibirské muzeum sbírku automobilů, většinou ze Sovětského svazu. Od roku 2006 muzeum vystavuje rovněž veterány zahraniční výroby. K dispozici je i kopie sovětského tanku T-34.
Podle zaměstnanců je muzeum jedinečné v tom, že se nezaměřuje na jednu oblast železniční dopravy, nýbrž představuje mnoho aspektů – od lokomotiv různého věku a země až po vozy, železniční zařízení a vystavuje také automobily. Muzeum železničních technologií v Novosibirsku se rovněž účastní vzdělávacích aktivit. Organizuje workshopy a konference zabývající se otázkami souvisejícími s rozšířením železnice.

## Exponáty

### Parní lokomotivy[1]
- Parní lokomotiva  SZD П36 (097)
- Parní lokomotiva 9П (2)
- Parní lokomotiva Ea (N3078)
- Parní lokomotiva L (-3993)
- Parní lokomotiva L (N013)
- Parní lokomotiva LW (040)
- Parní lokomotiva SO (N17–508)
- Parní lokomotiva Su (213–42)
- Parní lokomotiva FD20 (? 588)
- Parní lokomotiva Em (725–12)
- Parní lokomotiva Er (789–91)

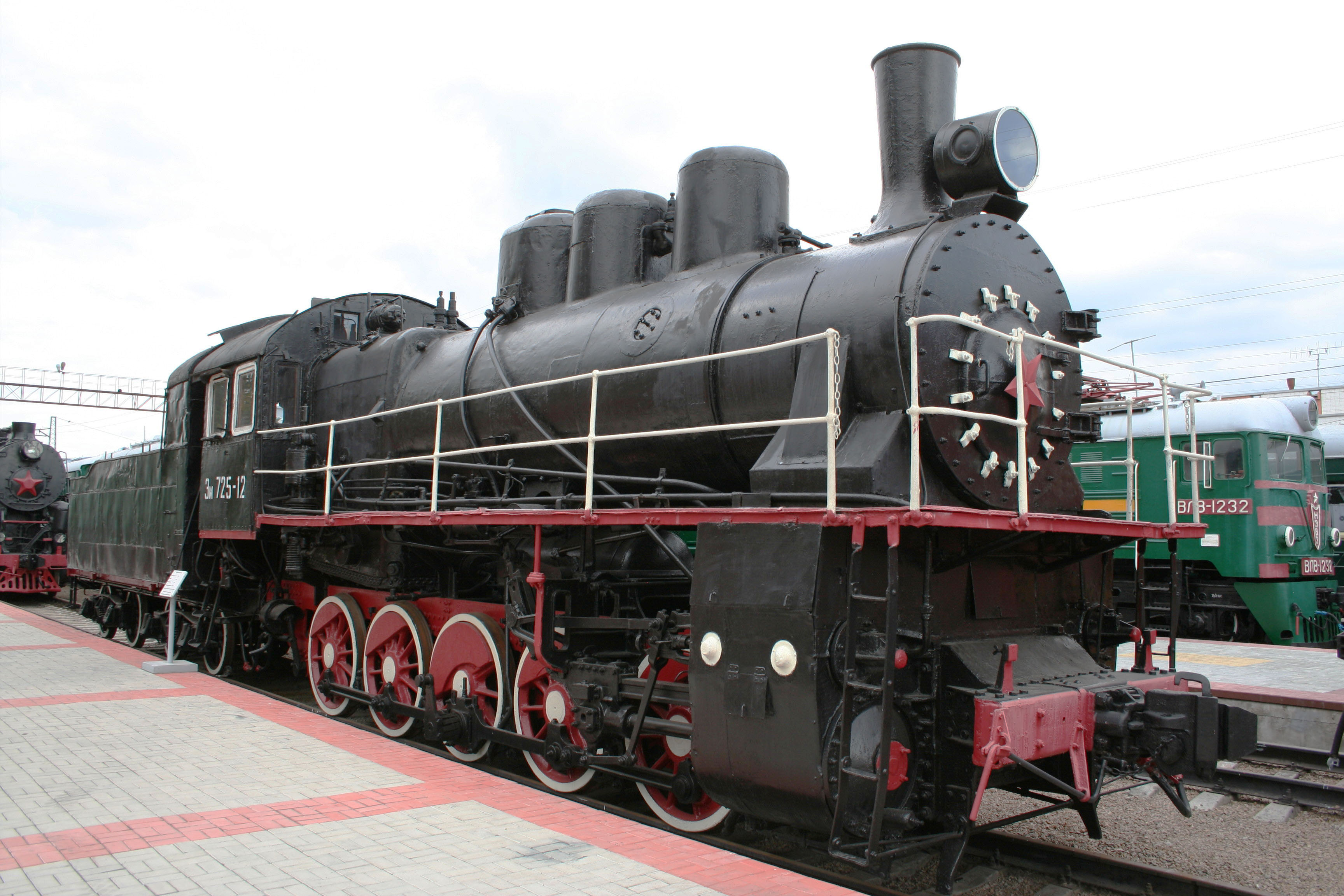
Parní lokomotiva Эм-725–12

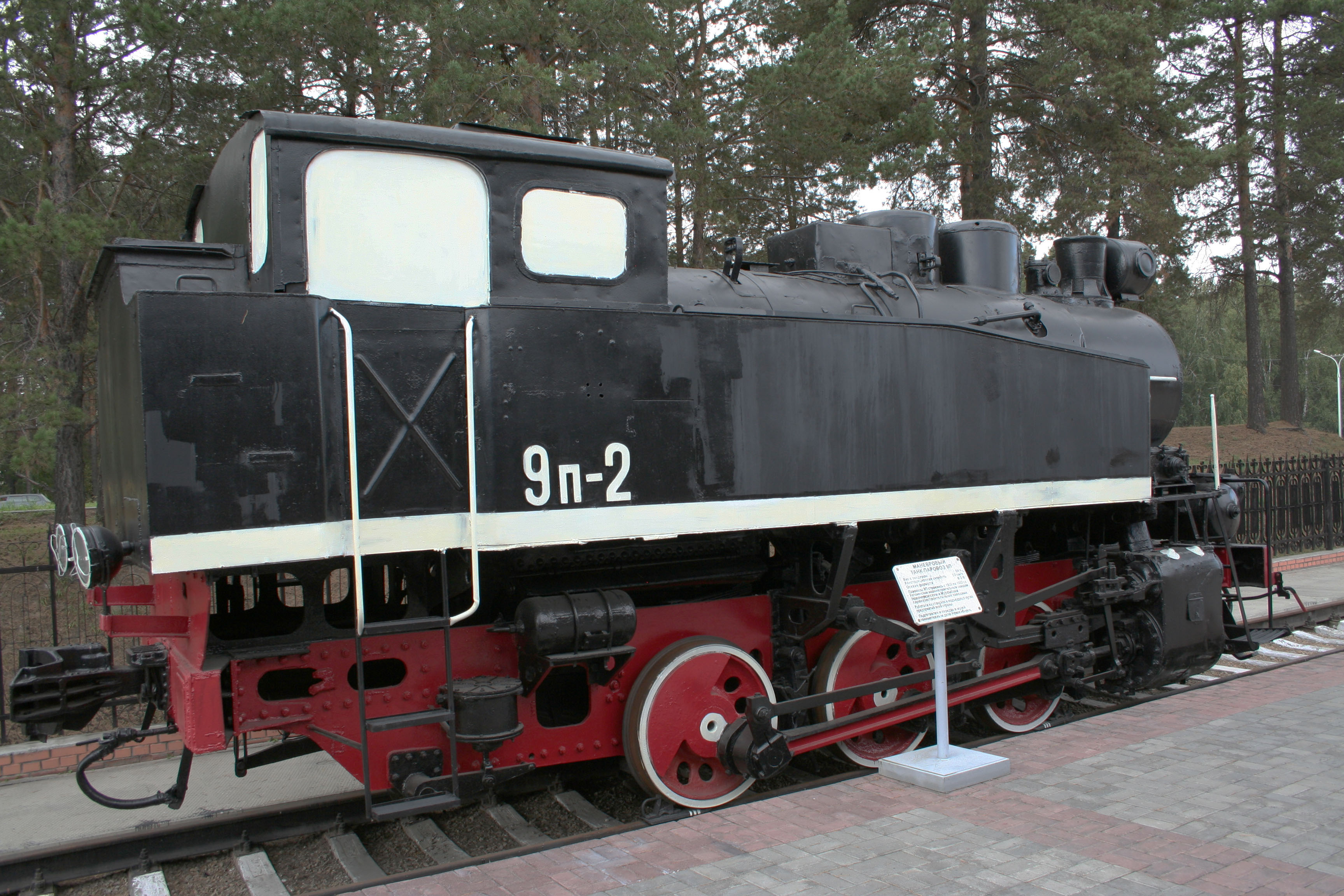
Parní lokomotiva 9П-2

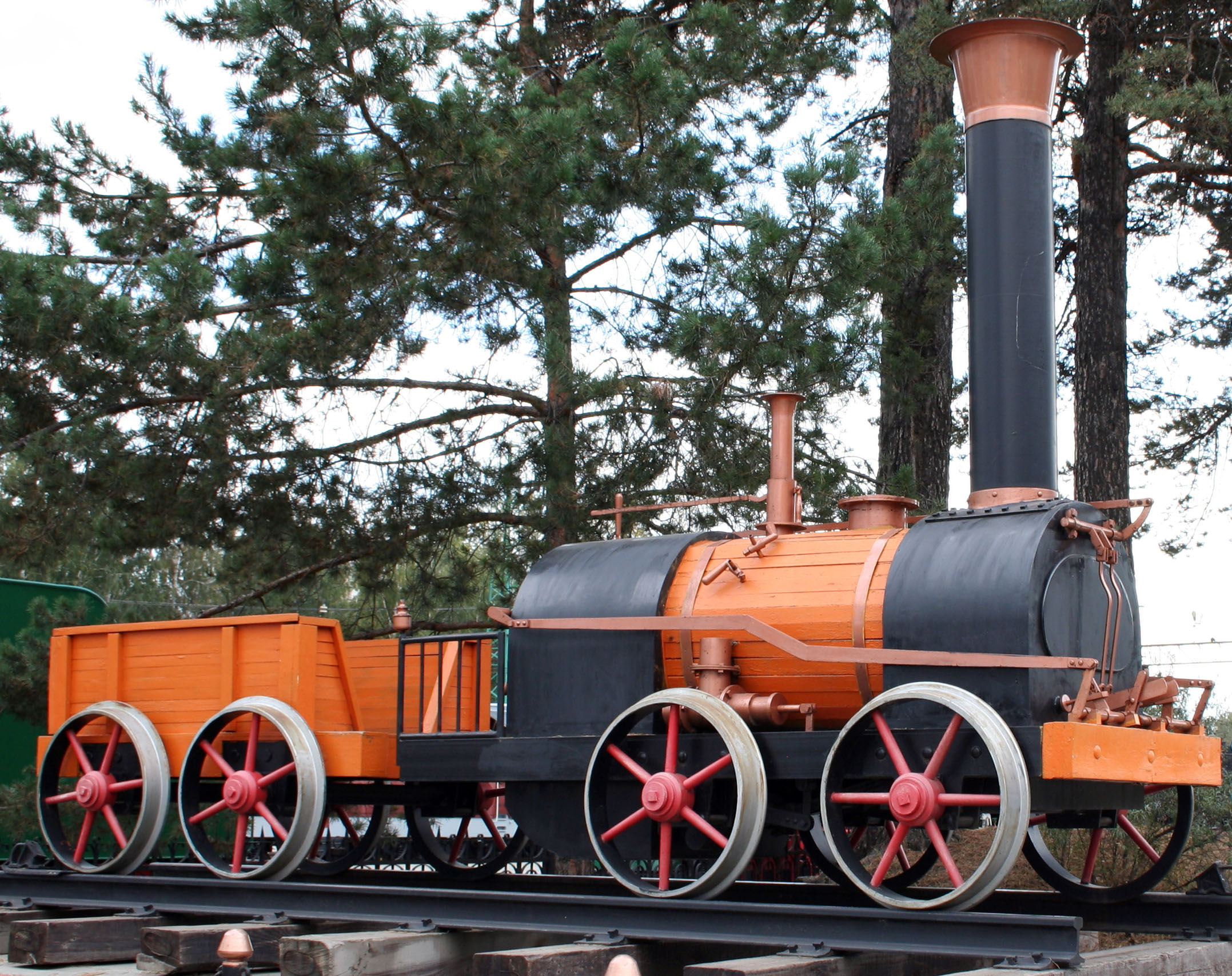
Replika první ruské parní lokomotivy

- Replika (2002) první ruské parní lokomotivy postavené Jefimem a Mironem Čerepanovem v letech 1833–1834

### Dieselové lokomotivy[1]
- Dieselová lokomotiva LTS M62 (500)

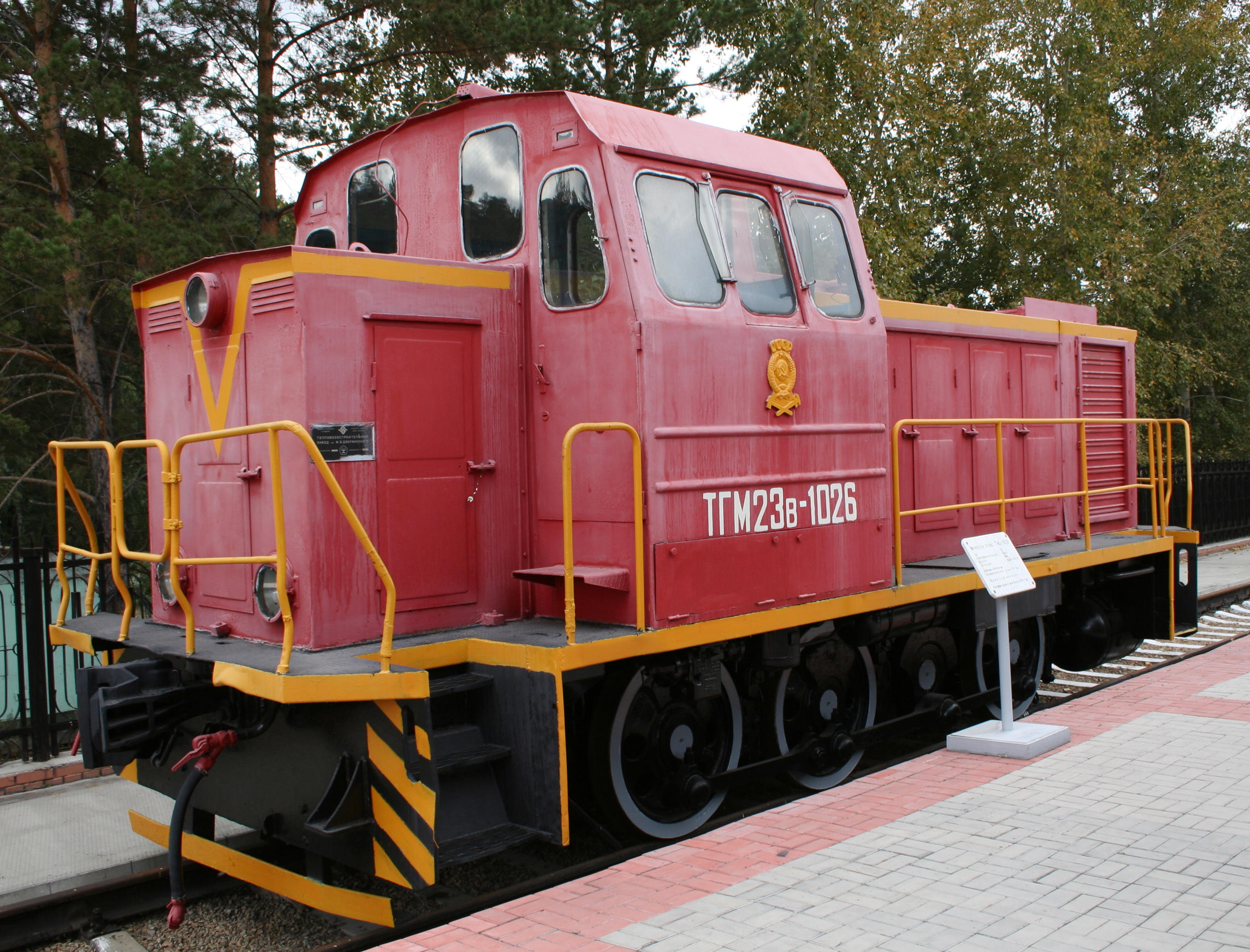
Dieselová lokomotiva ТГМ23в-1026

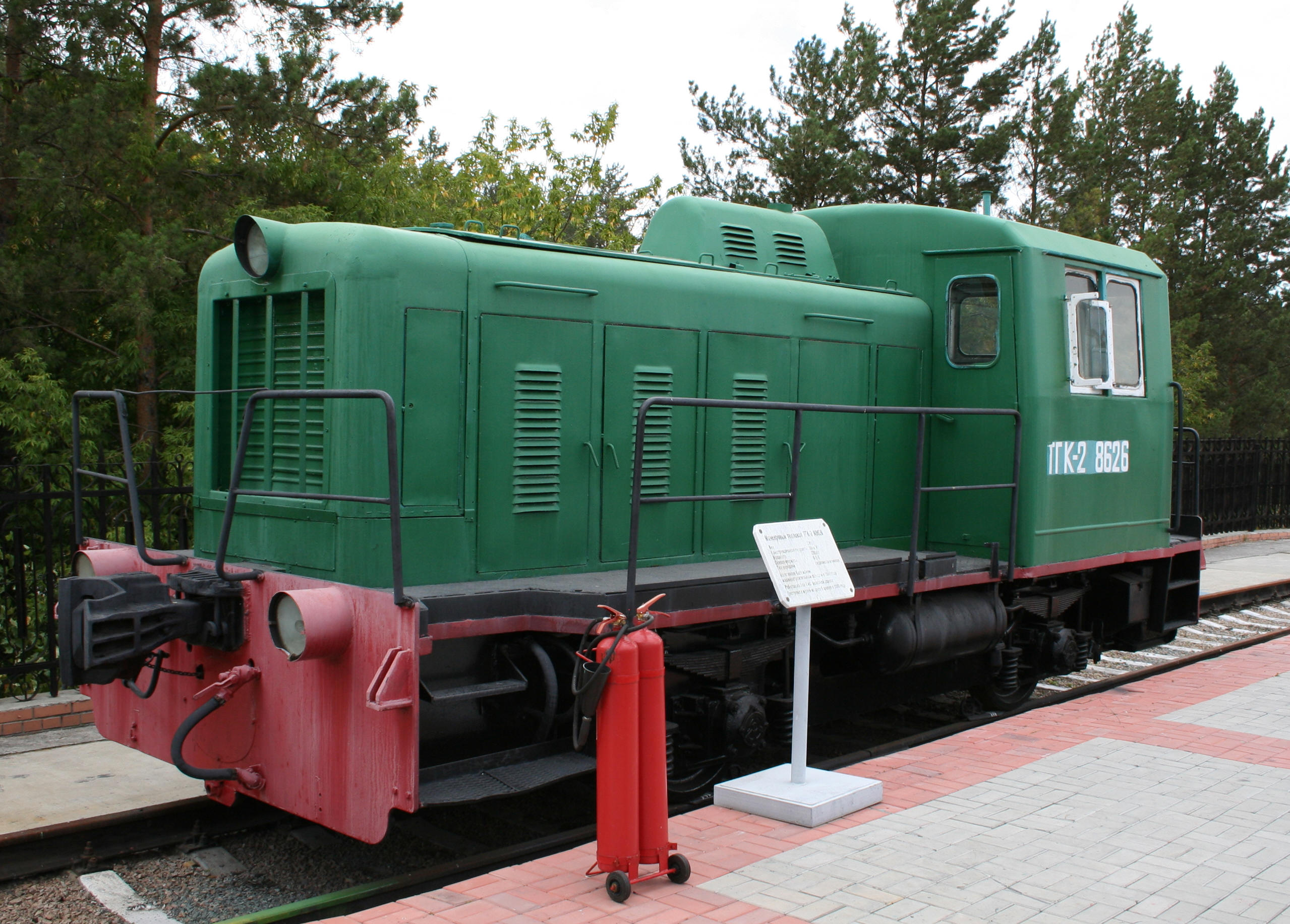
Dieselová lokomotiva ТГК2

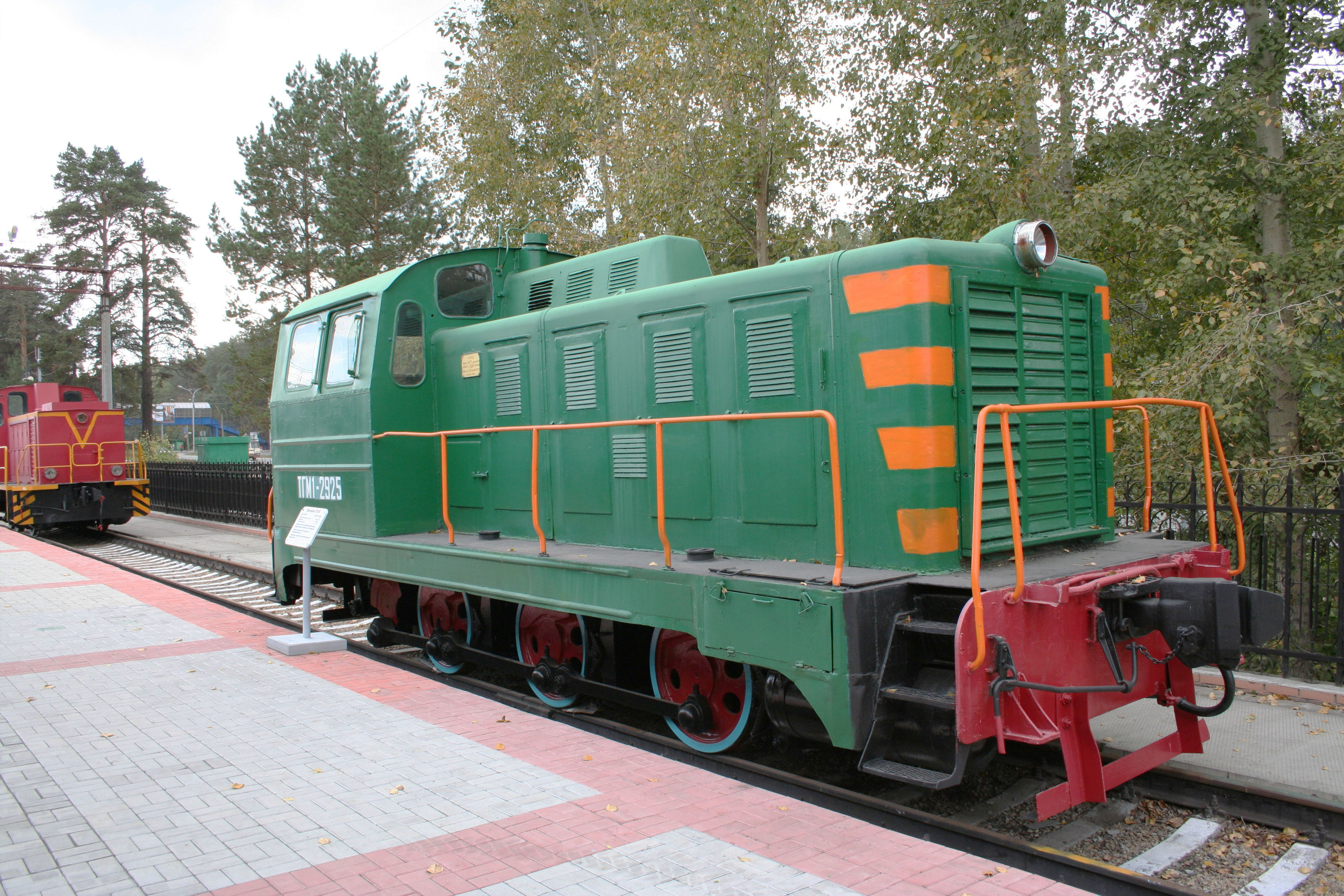
Dieselová lokomotiva ТГМ1 № 2925

- Dieselová lokomotiva třídy SŽD TEM2 (2110)
- Dieselová lokomotiva CzME3 (-5452)
- Dieselová lokomotiva CzS3 (-73)
- Dieselová lokomotiva TE10L
- Dieselová lokomotiva TE10M (-2670)
- Dieselová lokomotiva 2TE116 (-037)
- Dieselová lokomotiva TGM23b (1026)
- Dieselová lokomotiva TGM1 (2925)
- Dieselová lokomotiva TGM4 (1676)
- Dieselová lokomotiva TGK (8626)
- Dieselová lokomotiva TE2 (289)
- Dieselová lokomotiva TEM2 (1768)
- Dieselová lokomotiva TEM15 (-016)
- Dieselová lokomotiva TEP60 (-1195)
- Dieselová lokomotiva TEP80 (-0001)
- Dieselová lokomotiva TE3 (-7376)
- Dieselová lokomotiva TE7 (-096)
- Dieselová lokomotiva TEP10 (082)
- Dieselová lokomotiva CzME2 (-508)
- Dieselová lokomotiva CzS2 (-039)
- Dieselová lokomotiva CzS4 (-023)

### Elektrické lokomotivy[1]

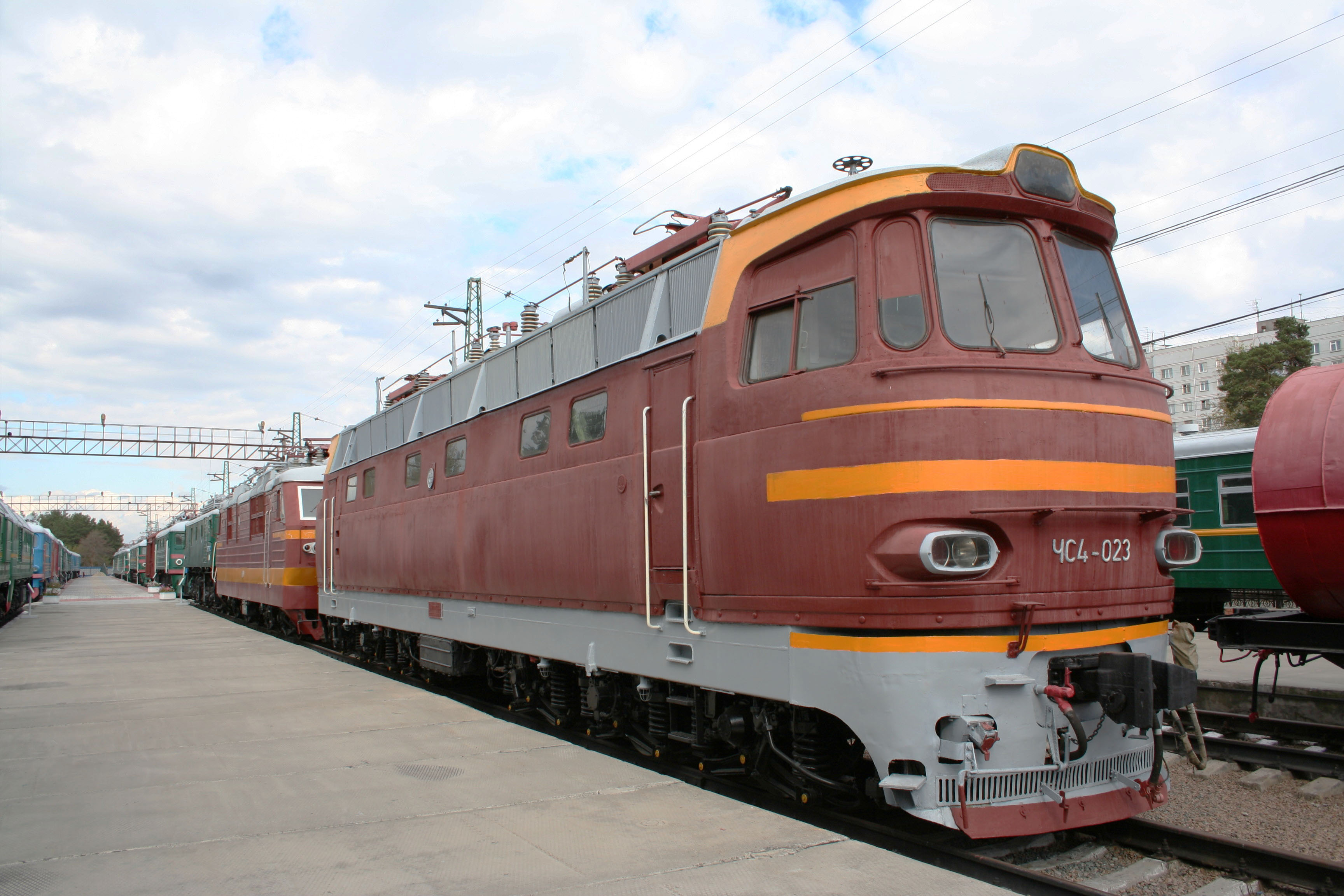
Elektrická lokomotiva ЧС4–023

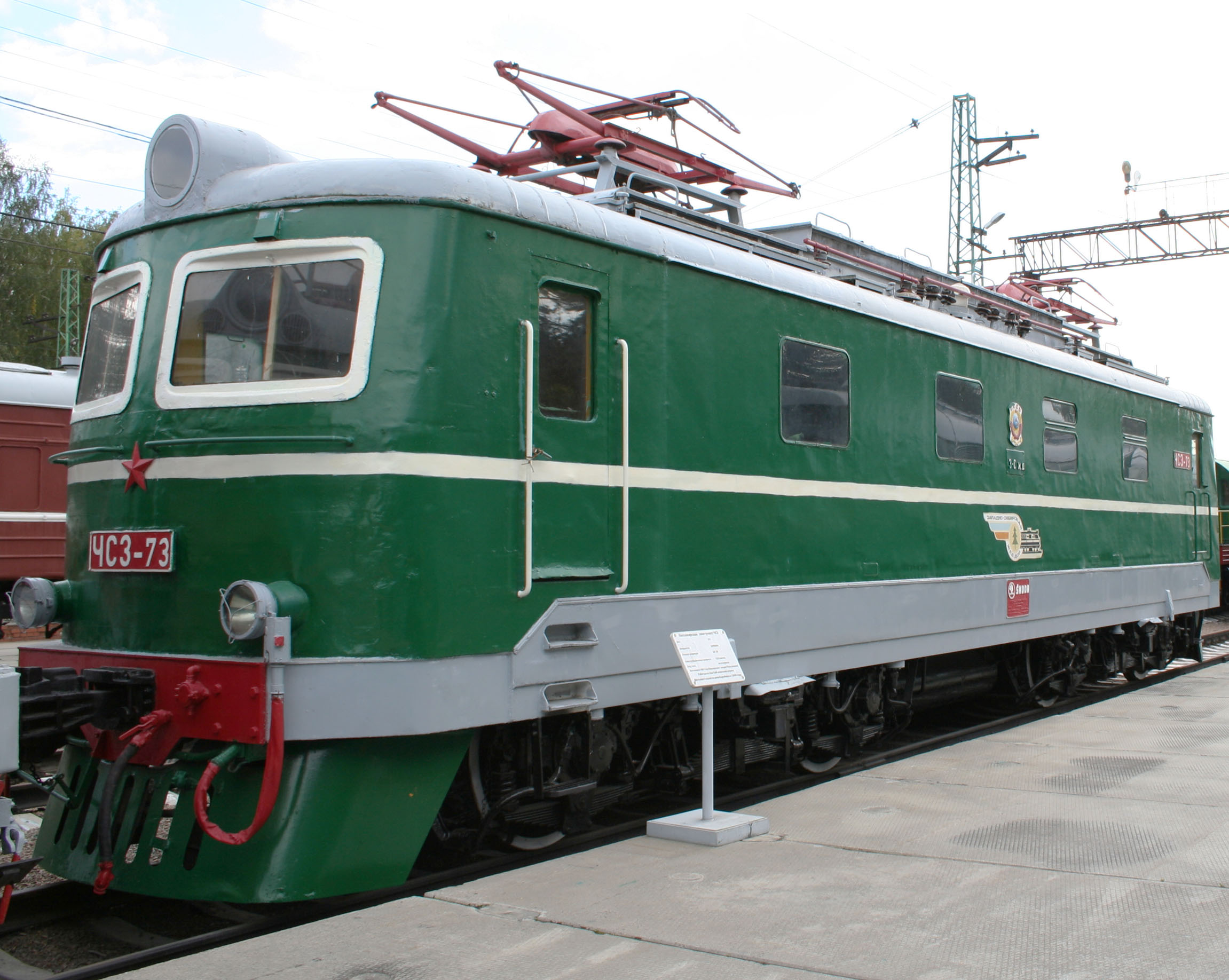
Elektrická lokomotiva ЧС3–73

- Elektrická lokomotiva WL22m (N 1932)
- Elektrická lokomotiva WL23 (501)
- Elektrická lokomotiva WL80c (005)
- Elektrická lokomotiva WL80c (1066–2)
- Elektrická lokomotiva WL8 (-1232)
- Elektrická lokomotiva WL10 (271)
- Elektrická lokomotiva WL60k (-649)

### Železniční vozy[1]
- Trockého soukromé osobní auto
- Nemocniční vlak a auto
- Služební vůz nemocničního vlaku
- Zavazadlový vozík
- Cisternový vůz
- Chladírenský nákladní automobil
- Vůz pro zajatce
- Vozík pro přepravu odpadků
- Vozík na obilí

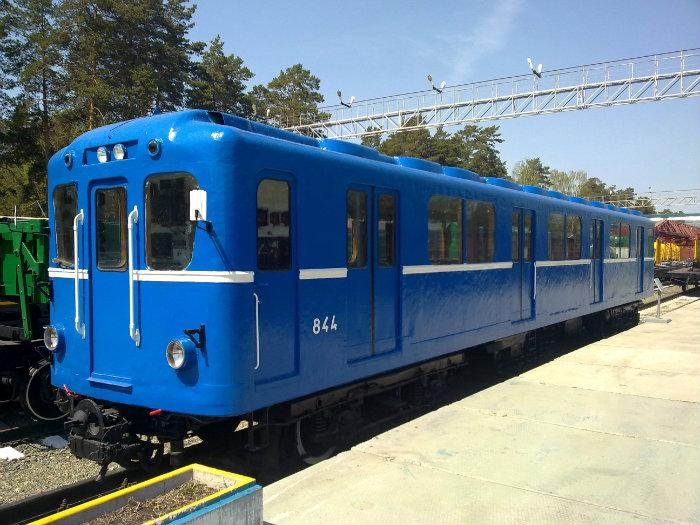
Vlak metra D-844

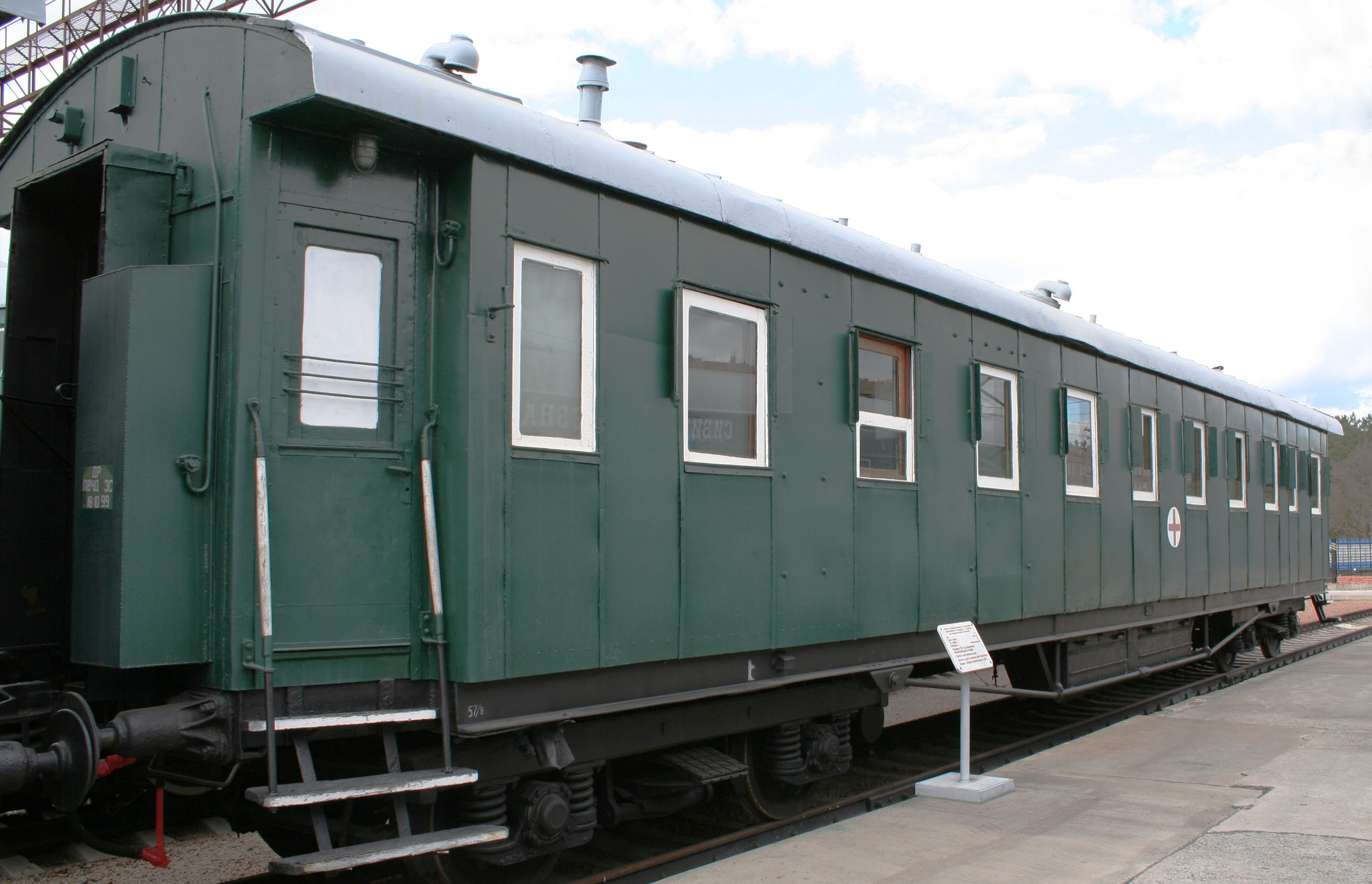
Osobní vůz z roku 1937

- Vozík pro přepravu roztavené litiny
- Vozík na lihoviny
- Hasičský vůz
- Sněžný pluh